# John Boorman
John Boorman (Shepperton, Surrey, Anglaterra, 18 de gener de 1933) és un director de cinema anglès. Alternant les pel·lícules entre Hollywood i Gran Bretanya, John Boorman recrea sovint el combat perpetu i violent entre la civilització i la naturalesa salvatge.

## Carrera
Després d'una sèrie de documentals per a la televisió i Catch Us If You Can (1965), la seva primera pel·lícula a la Gran Bretanya, dirigeix pel·lícules a Hollywood (A boca de canó, 1966; Hell in the Pacific, 1967) i a Gran Bretanya (Leo the Last, 1970), fent gala d'una consciència política a la que no renunciarà mai (El general, 1998; El sastre de Panamà, 2001; Un país a l'Àfrica, 2004).
A Hollywood rodarà Deliverance (1972), sens dubte la seva pel·lícula més violenta i incòmoda, que narra les desventures de quatre amics a la recerca de sensacions fortes al llarg d'un riu que travessa l'Amèrica profunda; anticonvencional, Boorman defuig el previsible convertint el protagonista (el viril Burt Reynolds) en un invàlid.
Anirà alternant els rodatges entre Hollywood i Europa (Zardoz, 1974, és una producció irlandesa), on també filmarà produccions de Hollywood (Excàlibur, 1981, està rodada a Irlanda). Imprimeix un segell decididament fantasiós a L'exorcista 2: l'heretge, 1977.
Però també aborda temes personals com a Esperança i glòria (1987), pel·lícula autobiogràfica sobre un nen londinenc durant la Segona Guerra Mundial, i a Reina i pàtria (2014), una mena de continuació de la primera, situada aquest cop durant la període de joventut.

## Filmografia
| Any  | Pel·lícula                                 | Notes |
| ---- | ------------------------------------------ | --- |
| 1965 | Catch Us If You Can                        | |
| 1967 | A boca de canó (Point Blank)               | |
| 1968 | Hell in the Pacific                        | |
| 1970 | Leo the Last                               | Premi a la millor direcció (Festival de Canes) Nominació − Palma d'Or |
| 1972 | Deliverance                                | Nominació − Oscar a la millor pel·lícula Nominació − Oscar al millor director Nominació − Globus d'Or al millor director |
| 1974 | Zardoz                                     | |
| 1977 | Exorcist II: The Heretic                   | |
| 1981 | Excàlibur (Excalibur)                      | Nominació − Palma d'Or |
| 1985 | La selva esmaragda (The Emerald Forest)    | |
| 1987 | Esperança i glòria (Hope and Glory)        | Nominació − Oscar a la millor pel·lícula Nominació − Oscar al millor director Nominació − Oscar al millor guió original Nominació − Globus d'Or al millor director Nominació − Globus d'Or al millor guió Nominació − BAFTA a la millor pel·lícula Nominació − BAFTA al millor director Nominació − BAFTA al millor guió original |
| 1990 | Where the Heart Is                         | |
| 1991 | I Dreamt I Woke Up                         | |
| 1995 | Two Nudes Bathing                          | |
| 1995 | Més enllà de Rangun (Beyond Rangoon)       | Nominació − Palma d'Or |
| 1995 | Lumière et Compagnie                       | |
| 1998 | El general (The General)                   | Premi a la millor direcció (Festival de Canes) Nominació − Palma d'Or |
| 1998 | Lee Marvin: A Personal Portrait            | |
| 2001 | El sastre de Panamà (The Tailor of Panama) | Nominació − Os d'Or |
| 2005 | Un país a l'Àfrica (In My Country)         | Nominació − Os d'Or |
| 2006 | The Tiger's Tail                           | |
| 2014 | Reina i pàtria                             | |